# Bani Ualide (distrito)
Bani Ualide ou Ben Ualide (em árabe: بني وليد; romaniz.: Bani Walid) foi um distrito da Líbia com capital em Bani Ualide. Fazia divisa com Taruna e Massalata ao norte, Misurata a nordeste, Sirte a leste, Mizda a oeste e Gariã a noroeste. Foi criado em 1983 e existiu até 1987, quando foi substituído pelo distrito de Saufajim. Foi recriado em 1995 ou 1998 e perdurou às reformas de 2007, quando foi abolido e substituído pelo distrito de Misurata.